# Thierry Sandre
Thierry Sandre (* als Charles Moulié 9. Mai 1891 in Bayonne; † 11. Oktober 1950 in Bouchemaine) war ein französischer Schriftsteller. 1924 erhielt er den  Prix Goncourt für die  Roman-Trilogie Le Chèvrefeuille,  Le purgatoire, Le chapitre XIII.

## Leben und Werk
Sandre war Experte für die Literatur des 16. Jahrhunderts und übersetzte auch aus dem Griechischen, Lateinischen und Arabischen. Vor dem Ersten Weltkrieg war er Sekretär von Pierre Louÿs. Im Ersten Weltkrieg war er lange in deutscher Kriegsgefangenschaft. Er war 1919 Gründungsmitglied der Association des écrivains combattants (Gesellschaft von Schriftstellern, die Soldaten gewesen waren) und war Mitherausgeber der fünfbändigen Anthologie des écrivains morts à la guerre von Autoren, die im Ersten Weltkrieg fielen. 1936 wurde er Mitglied der Tertianer bei den Dominikanern in Paris. 1940 war er wieder Soldat und kurz bis 1941 in Kriegsgefangenschaft. Er war ein Anhänger des Vichy-Regimes und deshalb nach dem Krieg auf einer Liste verbotener Schriftsteller in Frankreich, wurde dann aber rehabilitiert.
Er veröffentlichte auch unter dem Pseudonym Jean Dumoulin und unter seinem ursprünglichen Namen Charles Moulié.
Außer Romanen veröffentlichte er Essays und Lyrik.

## Werke
Als Charles Moulié:
- Les Mignardises (1909)
- En sourdine (1910)
- Poésies de Makoko Kangourou (1910, mit Marcel Prouille, einem Pseudonym von Marcel Ormoy).

Als Thierry Sandre:
- Le Tombeau de Renée Vivien (1910)
- Les Poésies de Makoko Kangourou (1910) (mit Marcel Ormoy)
- Le Fer et la Flamme (1919)
- Apologie pour les nouveaux riches (1920)
- Fleurs du désert (1921)
- Apologie pour les nouveaux riches (1921)
- Les Épigrammes de Rufin (1922)
- Le Livre des baisers (1922)
- Sulpicia, Tablettes d'une amoureuse (1922)
- Joachim du Bellay, les amours de Faustine (1923)
- Mienne (1923)
- Le Chèvrefeuille, le Purgatoire, le Chapitre XIII|Le Chèvrefeuille (1924)
- Panouille (1924)
- Mousseline (1924)
- Le Chapitre treize d’Athénée (1924)
- La Touchante Aventure de Héro et Léandre (1924)
- L'Histoire merveilleuse de Robert le Diable (1925)
- Ruffi, les épigrammes d'amour (1925)
- Le Purgatoire (1925)
- Cocagne (1926 et 1927)
- Le Visage de la France : Gascogne, uyenne,Côte d’Argent, Pyrénées, Béarn, Côte basque (1927) (mit Pierre Benoit).
- Les Yeux fermés (1928)
- Monsieur Jules (1932)
- Le Corsaire Pellot qui courut pour le roi, pour la république et pour l'empereur et qui était Basque (1932)
- La Chartreuse de Bosserville (1941)
- Crux, récit scénique de la Passion (1941)
- I.N.R.I., la vie de Notre Seigneur Jésus Christ (1942)
- Calendrier du désastre d'après les documents allemands (1942)
- Lettre sans humour à sa Majesté la reine d'Angleterre (1943).

Als Jean Dumoulin:
- Le Pourpre et le Crêpe, 1917